# Psychotria chrysoclada
Psychotria chrysoclada är en måreväxtart som beskrevs av Karl Moritz Schumann. Psychotria chrysoclada ingår i släktet Psychotria och familjen måreväxter. Inga underarter finns listade i Catalogue of Life.